# Baguettes (musique)
Pour les articles homonymes, voir baguettes.
En musique, les baguettes sont des accessoires de percussion utilisées pour frapper les fûts, les cymbales, et autres instruments de percussion. Elles peuvent se présenter sous de nombreuses formes.

## Baguettes simples

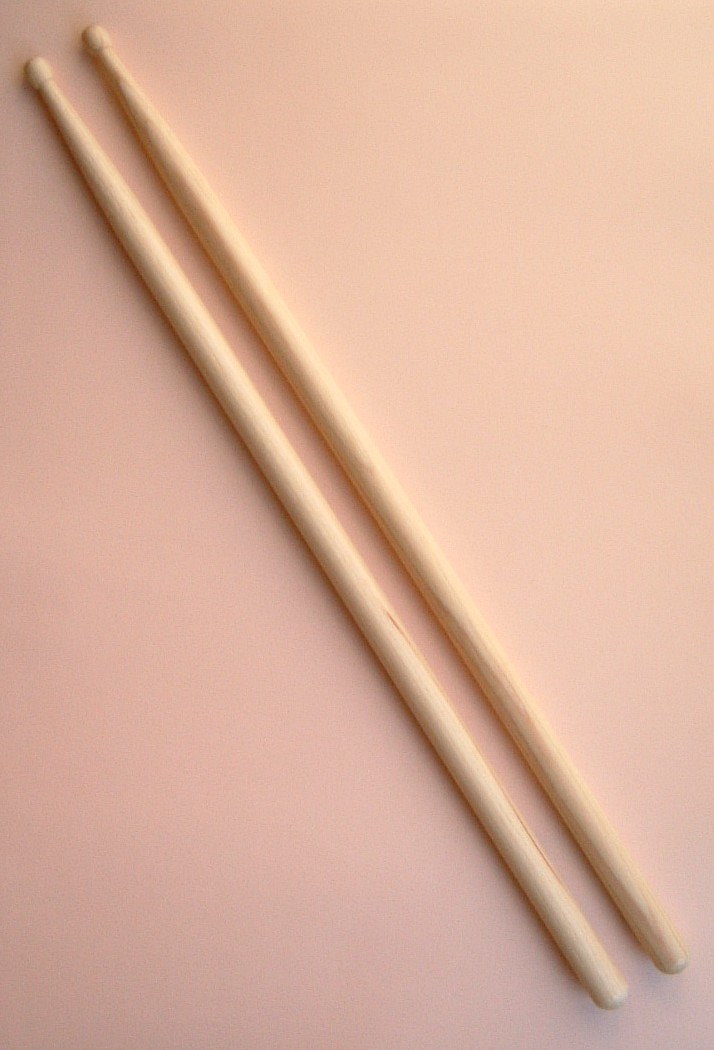
Une paire de baguettes

Les baguettes utilisées pour la batterie sont généralement en bois. La plupart sont fabriquées en noyer blanc (hickory), mais aussi en chêne ou en érable. On rencontre d'autre matières, comme le carbone, le nylon, ou le métal, permettant d'augmenter leur longévité.
L'extrémité utilisée pour frapper s'appelle l'olive. Sa forme et sa matière ont une influence sur le son produit. Elle est généralement usinée dans la masse du reste de la baguette, mais certains modèles proposent des olives en nylon, collées comme un capuchon à l'extrémité de la baguette. Cette matière procure une légère différence d'attaque et de son sur les cymbales, ainsi qu'une accroche et un rebond plus fiables notamment en « frisé » (technique de roulements sur les peaux). En effet, les olives en bois peuvent s'effriter, perdre la régularité de leur forme et nuire au confort de jeu. D'autres modèles, moins fréquemment utilisés, n'ont pas d'olive. Dans ce cas, la baguette est « réversible » car non rétrécie sur une extrémité (complètement rectiligne). D'autres modèles peuvent être complètement fluorescents.
Une baguette typique fait 1,41 cm de diamètre et 41 cm de longueur, mais il existe de nombreux modèles présentant des variations de forme d'olive, de longueur de la baguette, de diamètre, de bois ou de matière et donc de poids. Les dimensions sont classées dans les catégories 5A (taille standard), 7A (plus courte), 5B (plus gros diamètre). Mais les échelles varient suivant les fabricants. Il existe également des modèles présentés comme adaptés pour les batteries électroniques.
Les baguettes sont un accessoire consommable du batteur : soumise aux frappes constantes, elles s'effritent sur le cerclage métallique de la caisse claire (jeu en rimshot), lorsqu'elles ne cassent pas tout simplement avant tout signe d'usure. Les olives en plastique ont tendance à éclater pour ne laisser qu'un chicot de bois plutôt nuisible pour les peaux. Les baguettes de qualité, dont l'usinage est réalisé avec soin, ont une durée de vie plus élevée.
Certaines marques ont à leur catalogue des modèles « Signature », qui sont censés être utilisés par les batteurs réputés y ayant apposé leur nom, ou ayant été faits en collaboration avec ledit batteur.
L'équilibrage des baguettes est primordial. La majorité des batteurs souhaitent deux baguettes rigoureusement identiques en poids, bien que certains adoptent une approche opposée (par exemple, la baguette qui frappe la caisse claire sera choisie plus massive que celle de l'autre main).
Une droiture parfaite des deux baguettes est également recherchée par les batteurs exigeants. Un test simple consiste à faire rouler la baguette sur une surface plane, afin de détecter un défaut éventuel.
Certaines marques proposent des baguettes déjà appariées, supposées rigoureusement identiques et dont le prix est en général plus élevé. Les baguettes classiques, quant à elles, ne s'achètent pas par paire mais en vrac. Mais la plupart des magasins de musique ne vendent les baguettes que par paire.

## Autres Types

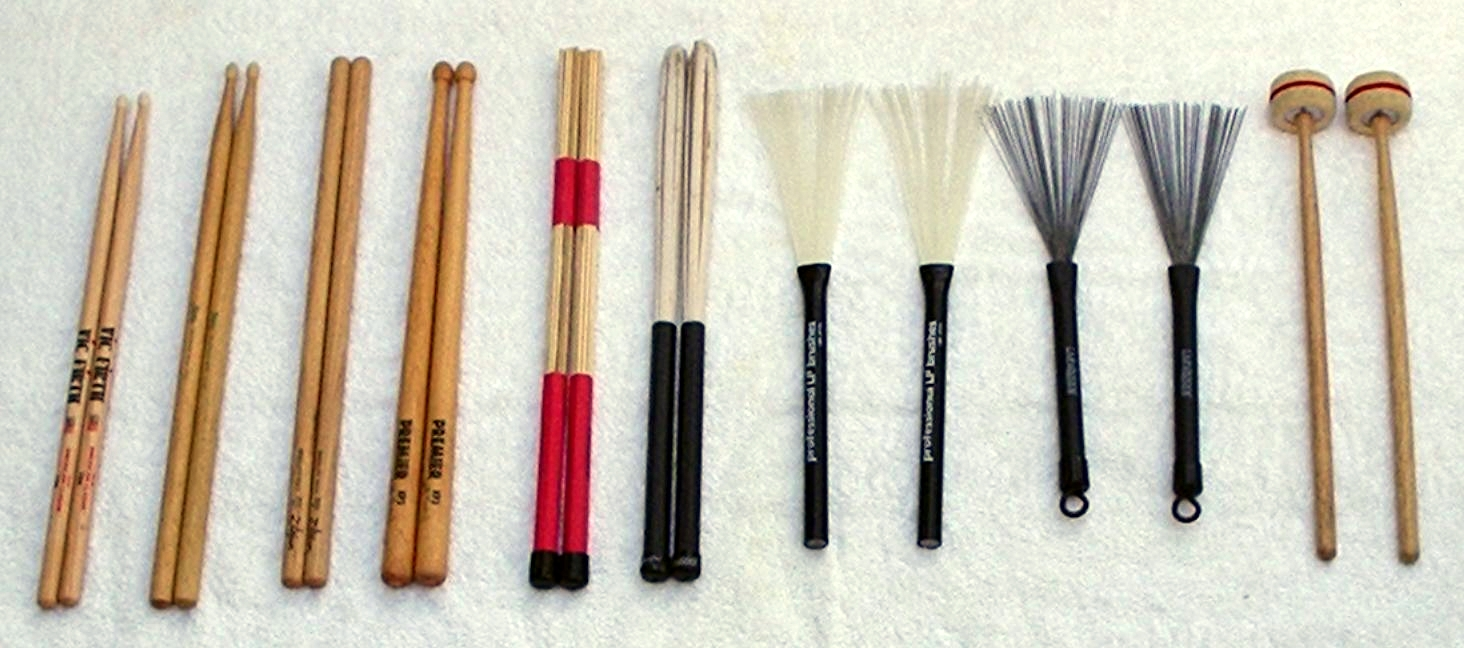

- Les maillets sont des baguettes à main recouvertes de feutre.
- Les battes ou mailloches sont de gros maillets, souvent terminées par des boules en laine ou en feutre.
- Les balais sont composés d'un manche et d'un faisceau de brins, le plus souvent métalliques mais les brins peuvent aussi être en plastique. Utilisés en général sur une caisse claire dotée d'une peau sablée afin d'en tirer une sonorité différente qu'avec des baguettes.
- Les Rods, aussi appelé rotins ou fagots, ou bien dowels ou encore balais-bois. Ils sont composés de fines tiges de bois réunies sous une forme de baguette. Ils ont une utilisation très particulière pour la batterie.
- Les marteaux (fixés sur des pédales) servent à frapper une grosse caisse posée au sol.